# Municipio Roma V
El Municipio Roma V es una de las 15 subdivisiones administrativas en las que está dividida la ciudad de Roma. En 2017 su población era de 247 859 habitantes.

## Subdivisiones administrativas
Este municipio posee 12 zonas urbanísticas:
- 6A - Torpignattara
- 6B - Casilino
- 6C - Quadraro
- 6D - Gordiani
- 7A - Centocelle
- 7B - Alessandrina
- 7C - Tor Sapienza
- 7D - La Rustica
- 7E - Tor Tre Teste
- 7F - Casetta Mistica
- 7G - Centro Direzionale Centocelle
- 7H - Omo